# Ланцерс, Янис Августович
Янис Августович Ланцерс (латыш. Jānis Lancers; 20 октября 1933 — 9 июня 2020) —инженер - строитель. 

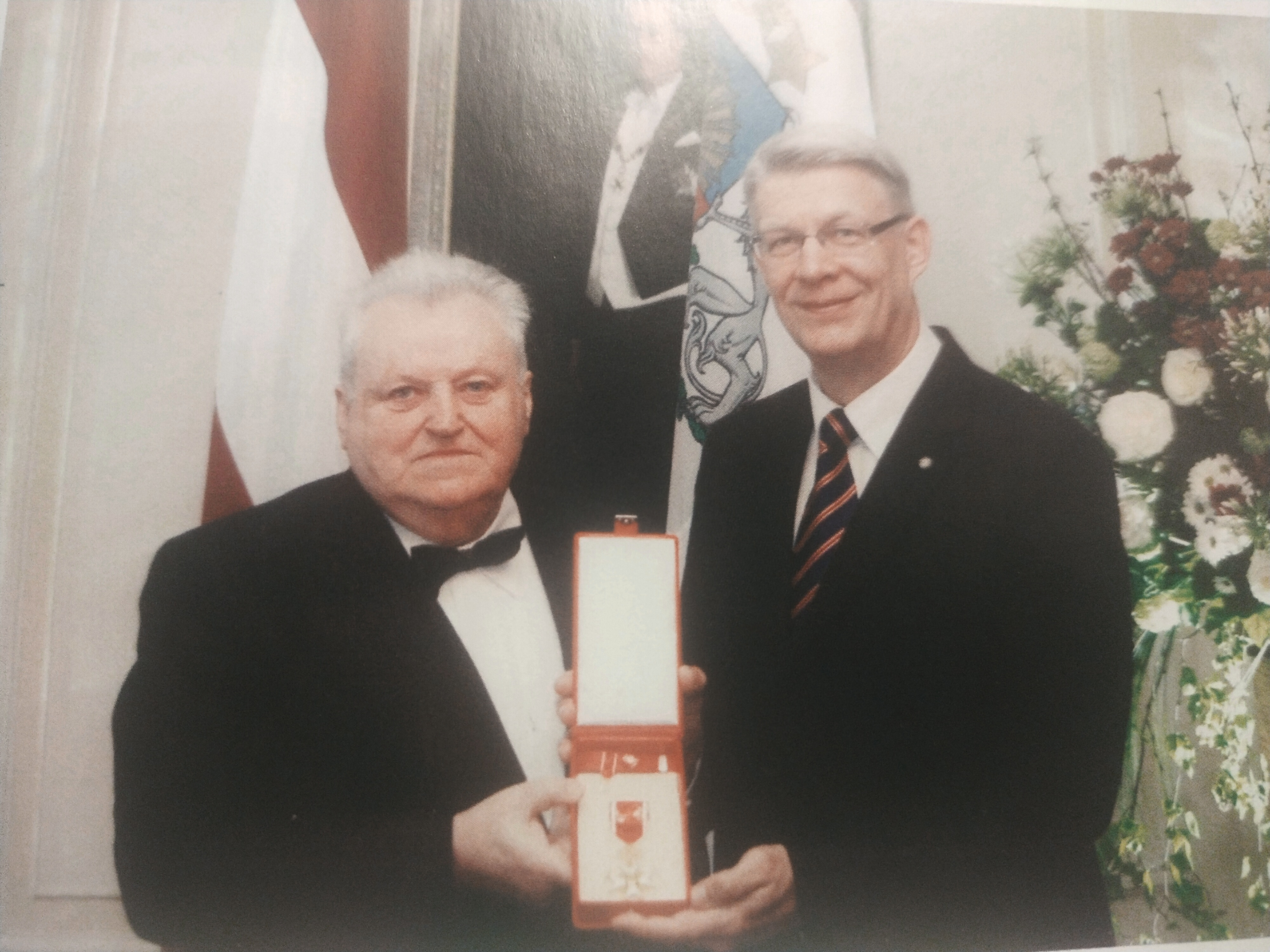
Caption text

 Кавалер Креста Признания 4 степени (2011). 
В 1953 году с отличием окончил Рижский строительный техникум, затем в 1958 году Московский инженерно-строительный институт, по специальности строительство тепло- и газоснабжения. С 20 августа 1958 года работал в строительной отрасли. В 1988 году назначен представителем от Латвийской ССР для оказания помощи Армении при спитакском землетрясение.
В 2013 году стал лауреатом премии строительной отрасли «Pamatakmeni» — за вклад в строительство.
Председатель правления строительной компании PBLC. Основатель и первый президент Латвийской ассоциации строителей.
Автор книги «Строительство в Латвии 1918—2018», изданной в 2018 году. В трех томах собрана информация о более чем 400 строительных объектах, содержится около 1200 биографических описаний наиболее значимых инженеров-строителей, архитекторов, строительных технологов.